# Pallavolo Virtus Fontanafredda
La Pallavolo Virtus Fontanafredda è una società pallavolistica di Fontanafredda, in provincia di Pordenone.

## Storia
Il club nacque nel 1985, in seguito allo spostamento di sede della Pallavolo Treviso, squadra di Serie A2 che già in diverse occasioni aveva utilizzato il Palasport di Fontanafredda in seguito alla sponsorizzazione dell'industria Arrital Cucine, che nella cittadina friulana ha sede. Adottò i colori giallo e rosso.
Già alla prima stagione di A2, 1985-86, il club ottenne la promozione in massima serie dopo i play-off, vinti contro la Di.Po. Vimercate e la Belunga Belluno. Nel 1986-87 disputò così il suo primo campionato in A1 come Giomo Fontanafredda, riuscendo a ottenere una non scontata salvezza. Nella stagione successiva, dopo un inizio di campionato abbastanza positivo, il club si ritirò per protesta a metà stagione, dopo il mancato via libera della FIPAV al tesseramento del giocatore statunitense Tim Hovland, ponendo precocemente fine all'esperienza di Fontanafredda tra i professionisti.
Attualmente il club continua la sua attività, soprattutto nel settore giovanile, a livello dilettantistico.